# Montberthault
Montberthault é uma comuna francesa na região administrativa da Borgonha-Franco-Condado, no departamento de Côte-d'Or. Estende-se por uma área de 12,44 km². Em 2010 a comuna tinha 208 habitantes (densidade: 16,7 hab./km²).